# 寺垣忠雄
寺垣 忠雄（てらがき ただお、1895年（明治28年）5月11日 - 1966年（昭和41年）2月18日）は、大日本帝国陸軍軍人。最終階級は陸軍中将。功四級

## 経歴
1895年（明治28年）に石川県で生まれた。1913年（大正2年）3月に金沢一中（同級には外交官になった森島守人がいる）を卒業後、陸軍士官学校第28期、陸軍大学校第40期卒業。アメリカ駐在を経て、1935年（昭和10年）に秩父宮雍仁親王附となる。1937年（昭和12年）に上海派遣軍後方課長に就任し、日中戦争に出動。1938年（昭和13年）3月1日には歩兵第35連隊長に転じ、7月15日に陸軍歩兵大佐に進級。漢口攻略などで戦果を収めた。
1939年（昭和14年）に陸軍大学校兵学教官に転じ、1941年（昭和16年）に陸軍少将に進級。1942年（昭和17年）に第12軍参謀長に転じ、1944年（昭和19年）に第1方面軍参謀長と歴任。1945年（昭和20年）3月1日に陸軍中将に進級、4月1日に第142師団長に親補され、宮城県石巻に布陣し、終戦を迎えた。終戦後の8月25日に陸軍省軍務局附を経て、9月3日に中部軍管区司令部附、9月10日に兼第2総軍参謀、9月21日に第2総軍参謀副長を発令された。
1947年（昭和22年）11月28日、公職追放仮指定を受けた。

## 栄典
勲章
- 1941年（昭和16年）4月11日 - 勲三等瑞宝章[8]

外国勲章佩用允許
- 1943年（昭和18年）7月14日 - 中華民国：二級同光勲章[9]